# Raffinerie de Tripoli
 (novembre 2017).

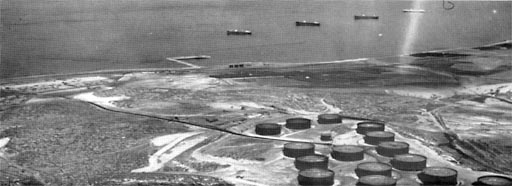

La Raffinerie de Tripoli a été créée en 1940 pour raffiner le pétrole brut importé par les oléoducs des champs de Karkuk en Iraq, la capacité de la raffinerie était de 21 000 barils par jour. En 1973, le gouvernement libanais a pris en charge la gestion de ces installations. La société Iraq Petroleum Company (IPC) a transporté du pétrole brut produit à Karkuk-Iraq à travers des oléoducs depuis l'Irak à travers la Syrie jusqu'au terminal de Tripoli-Liban pour être exporté et raffiné.

## Historique
Les travaux sur le terminal de Tripoli commencèrent au début des années trente et furent achevés avec l'établissement de l'oléoduc de 12" inauguré en 1934. Un autre oléoduc de 16" fut posé en 1946. L’oléoduc de 30/32" fut achevé en 1961.
En 1972, après la nationalisation de l'IPC en Irak et en Syrie, le pompage du pétrole brut a été arrêté. Cependant, la guerre libanaise a arrêté la raffinerie en 1976, ce qui a causé une perte de 30 milliards de livres libanaises par an. Puis il a été repris pendant une courte période entre 1981 et 1982. Plus tard, le pétrole brut a été importé par des pétroliers.

## Terminal pétrolier
Le terminal est situé à trois miles au nord-est de Tripoli. Sa surface totale est d'un million de m2. Il reçoit le pétrole brut des puits de Karkuk grâce à trois oléoducs de 12", 16" et 30/32". Sa capacité de pompage totale maximale est de 900 000 barils par jour (120 000 tonnes).
Actuellement les installations fonctionnent sur la base de l'importation du pétrole et de gazole à travers le terminal et son stockage dans les réservoirs des installations, le traitement et la distribution de ces dérivés sur le marché local à travers des sociétés de distribution.
Les études économiques ont montré qu'il ne vaut pas la peine de réhabiliter la raffinerie de Tripoli car sa capacité actuelle est de 21 000 barils par jour tandis que le besoin du marché local dépasse les 140 000 barils par jour.